# Kunstverzameling Alla en Bénédict Goldschmidt
De Kunstverzameling Alla en Bénédict Goldschmidt is een privé kunstverzameling van het echtpaar Alla en Bénédict Goldschmidt. 

## Situering
Bénédict Léopold Goldschmidt was de zoon van Robert Goldschmidt, telg van de bankiersfamilie Goldschmidt en van Gabrielle Philippson, zelf dochter van Franz Philippson die de Bank Degroof had opgericht. De basis van de verzameling werd gelegd door het echtpaar Goldschmidt-Philippson  dat bevriend was met onder meer Henri Evenepoel en Léon Spilliaert die door hen ondersteund werden. Het echtpaar verzamelde eveneens het werk van James Ensor, Marc Chagall, Rik Wouters en andere tijdgenoten. Na de dood van het echtpaar kwam de verzameling in handen van Bénédict Goldschmidt, die bestuurder was bij de Bank Degroof en die de collectie uitbreidde tot ruim 400 werken. 
De kunstcollectie Goldschmidt werd bij testament geschonken aan de Koninklijke Musea voor Schone Kunsten van België, met inbegrip van hun woonhuis met inboedel. Het testament liet de begunstigde partij ook toe het woonhuis Goldschmidt met inboedel aan de Kongolaan 6 te Elsene en een aantal kunstwerken te verkopen. Ook stipuleerde het testament met de opbrengst van de verkoop een 
Bénédict L. Goldschmidtfonds te stichten voor de aankoop van kunstwerken van levende kunstenaars, met de nadruk op levende. Alla, die haar man zeventien jaar overleefde en haar enige zoon Guy verloor, gaf hiermee aan het begunstigde museum een soort volmacht om een definitieve keuze te maken van welke kunstwerken moesten bewaard worden en wat verkocht mag worden. Immers, het legaat bevatte een dwingende bepaling : "de werken die het museum niet bereid is permanent tentoon te stellen, moeten door de executeur-testamentair Marcel Degroof, beherend vennoot van de bank, verkocht worden".
Door deze schenking komen werken van Pablo Picasso, Georges Braque, Joan Miró en Claes Oldenburg in de collectie van het Brusselse museum. Door de schenking van een aantal werken van James Ensor, Léon Spilliaert en Marcel Broodthaers bezit het museum een volwaardig geheel.
Goldschmidt gaf een belangrijke impuls aan zijn kunstaankopen toen hij in 1967 lid werd van de Raad van Bestuur van de heropgerichte "Vereniging van de Vrienden van de Musea". Daarbij ging het om sleutelwerken van Marcel Broodthaers waaronder "Grote snoepbokaal" (1965), "Rode mosselen in de pot" (1965), "Eierschalen met speld" (1965) en "Spiegel, witte omlijsting met eieren" (1966-1967), gemaakt nadat de kunstenaar had besloten te stoppen met schrijven. Dat markeerde hij in 1964 met zijn eerste beeldend werk "Pense-Bête", een bundel gedompeld in een plaasterbad. Verder bevat de schenking onder meer werk van Arman, Alexander Calder, Marc Chagall, Giorgio de Chirico, Gustave De Smet, Roel D'Haese, Max Ernst, Henri Evenepoel, Vic Gentils, David Hockney, Asger Jorn, Paul Klee, Pol Mara, Constant Permeke, Serge Poliakoff, Victor Servranckx, Henri de Toulouse-Lautrec, Cy Twombly, Paul Van Hoeydonck, Rik Wouters en Ossip Zadkine.

## Catalogus
Ter gelegenheid van de overdracht van de collectie werd in het najaar van 1990 in het Brussels Museum voor Schone Kunsten van België een overzichtstentoonstelling gehouden, begeleid met een verzorgde 426 bladzijden tellende bestandscatalogus  van de werken die het museum permanent zal tentoonstellen. De catalogus biedt van elk tentoongesteld werk een kleurenafdruk met erlangs een omstandige beschrijving van het kunstwerk. Deze catalogus kwam tot stand dankzij de steun van de Bank Degroof. De opbrengst van de verkoop ervan werd overgemaakt aan het Fonds Bénédict Goldschmidt voor de aankoop van kunstwerken van hedendaagse levende kunstenaars. Daarmee komt men tegemoet aan de wens van de erflaters die heel hun leven begaan waren met het steunen van kunstenaars. Bénédict was als mecenas ook bestuurslid van La Jeune Peinture Belge en stichter en voorzitter van 'Jeugd en Plastische Kunst'.

## Traditie
Met deze schenking wordt een traditie voortgezet. Het belang van het mecenaat in de vorm schenkingen, giften, legaten en inbetalinggeving (betalen van successierechten door overdracht van kunstwerken uit de erfenis) is evident. 
Bekende schenkingen aan het museum zijn o.a.
- De collectie de Grez (4.250 tekeningen) in 1914
- De schenking Della Faille de Leverghem in 1942
- Het legaat Delporte in 1977
- De schenking Madeleine Spilliaert van werk van Léon Spilliaert in 1984
- De schenking Pierre Janlet in 1987
- Het legaat van Georgette Magritte-Berger, echtgenote van René Magritte, in 1987
- Schenking van het echtpaar Franz Heulens in 1988